# Joe Harris (Mathematiker)
Joseph Daniel Harris (* 1951), genannt Joe Harris, ist ein US-amerikanischer Mathematiker, der sich mit algebraischer Geometrie beschäftigt.

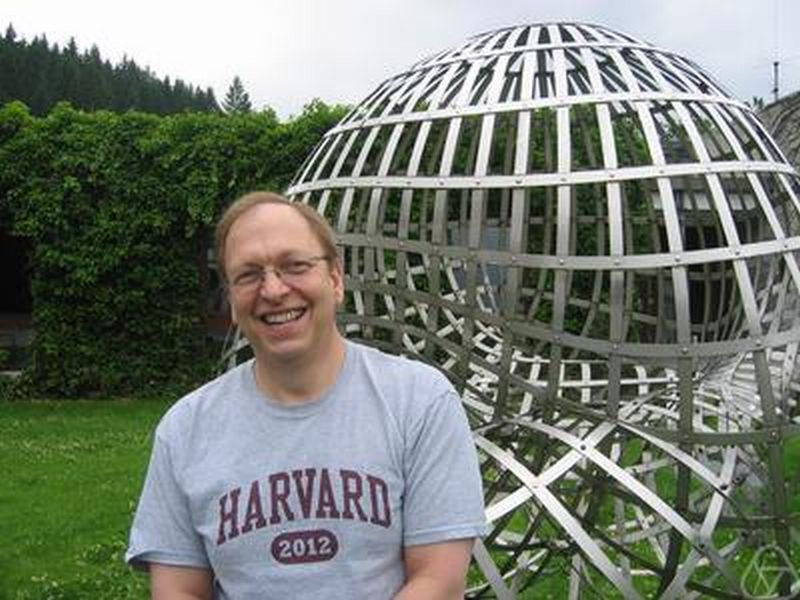
Joe Harris, Oberwolfach 2008

Harris studierte an der Harvard University, wo er 1978 bei Phillip Griffiths promoviert wurde (A bound on the geometric genus of projective varieties). Danach war Moore-Instructor am Massachusetts Institute of Technology, später Professor an der Brown University und ab Ende der 1980er Jahre wieder in Harvard. 2002 bis 2005 war er Leiter der Mathematik-Fakultät in Harvard.
Harris ist für verschiedene Lehrbücher der algebraischen Geometrie bekannt, teilweise mit Griffiths, in denen er Wert auf Verbindungen zur klassischen algebraischen Geometrie des 19. Jahrhunderts und der italienischen Schule zu Anfang des 20. Jahrhunderts legt.
1982 wurde er Forschungsstipendiat der Alfred P. Sloan Foundation (Sloan Research Fellow). 1983 war er Gastredner auf dem Internationalen Mathematikerkongress in Warschau (Recent work on {\displaystyle {\mathcal {M}}_{g}}). 2002 wurde er in die American Academy of Arts and Sciences gewählt, 2011 in die National Academy of Sciences.
Zu seinen Doktoranden zählen Ravi Vakil, Rahul Pandharipande und Dan Abramovich.

## Schriften
- mit Phillip Griffiths: Principles of Algebraic Geometry, Wiley 1978,  ISBN 978-0-471-05059-9
- mit Griffiths, Enrico Arbarello, Maurizio Cornalba: Geometry of Algebraic Curves, Bd. 1, Springer, ISBN 978-0-387-90997-4
- mit William Fulton: Representation Theory, A First Course, Springer, Graduate Texts in Mathematics, 1991, ISBN 978-0-387-97495-8
- Algebraic Geometry: A First Course, Springer 1992, ISBN 978-0-387-97716-4
- mit David Eisenbud: The Geometry of Schemes, Springer, Graduate Texts in Mathematics, 2000, ISBN 978-0-387-98638-8 (zuerst als Schemes – the language of modern algebraic geometry 1992, Wadsworth and Brook/Cole)
- mit Ian Morrison: Moduli of Curves, Springer 1998, ISBN 978-0-387-98438-4
- mit David Eisenbud: Curves in projective space, Les Presses de l´Université de Montréal, 1982.